# Lycée Stéphane-Hessel (Épernay)
Pour les articles homonymes, voir Lycée Stéphane-Hessel.
Le lycée européen polyvalent Stéphane-Hessel est un lycée public, situé à Épernay, qui accueille environ 2120 élèves et étudiants. Créé à la rentrée 2013-2014, il résulte de la fusion des lycées Godart-Roger et Léon-Bourgeois. Il porte le nom de Stéphane Hessel, résistant et auteur du livre Indignez-vous !, internationalement reconnu.

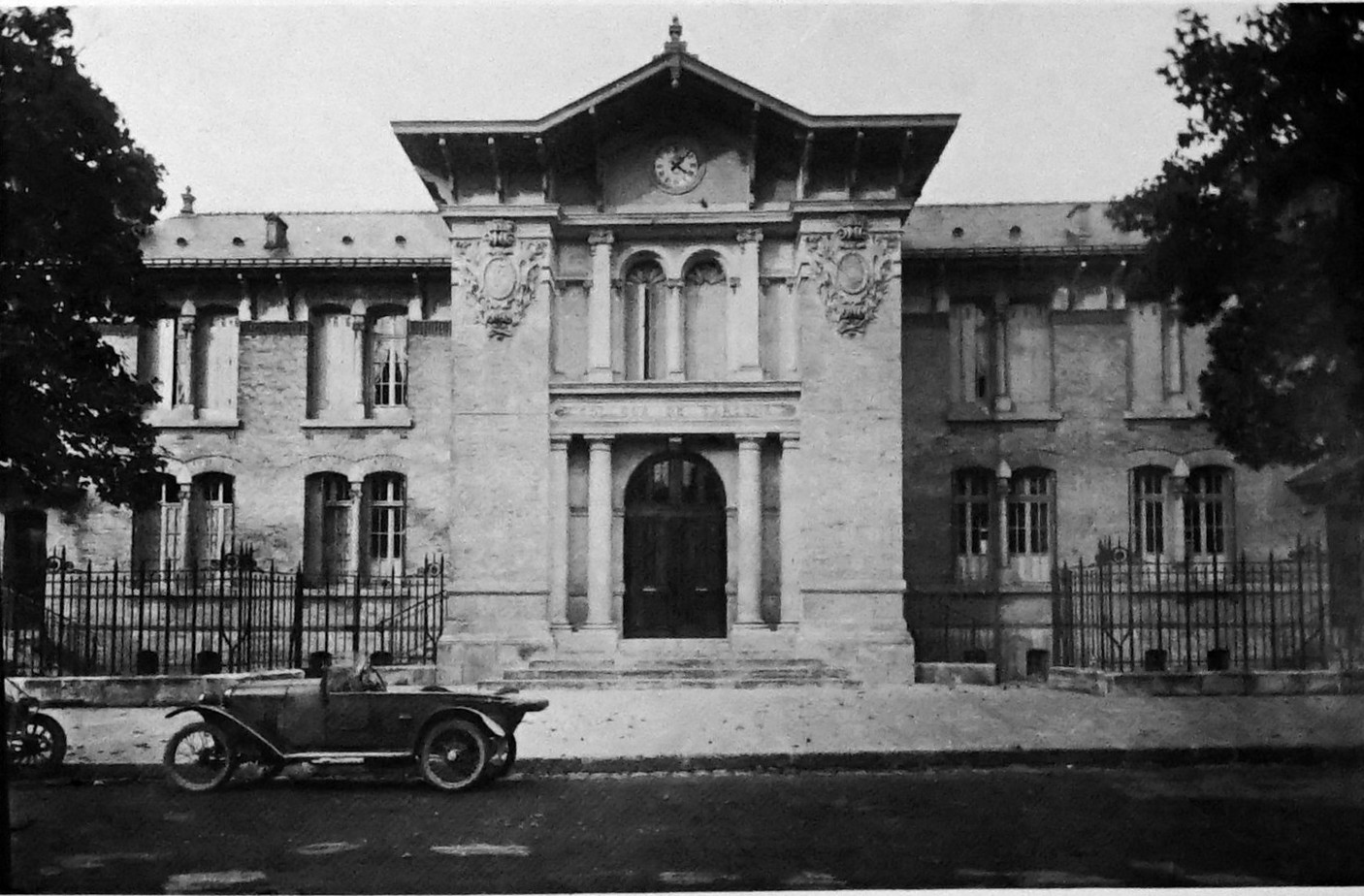
Le collège de garçons, en 1923, lycée Léon-Bourgeois situé avenue de Champagne.

Il comprend une section d'enseignement professionnel, un lycée général et technologique, et trois sections de techniciens supérieurs. La formation continue est assurée par le Greta de la Marne qui possède une antenne dans l'établissement.

## Formations

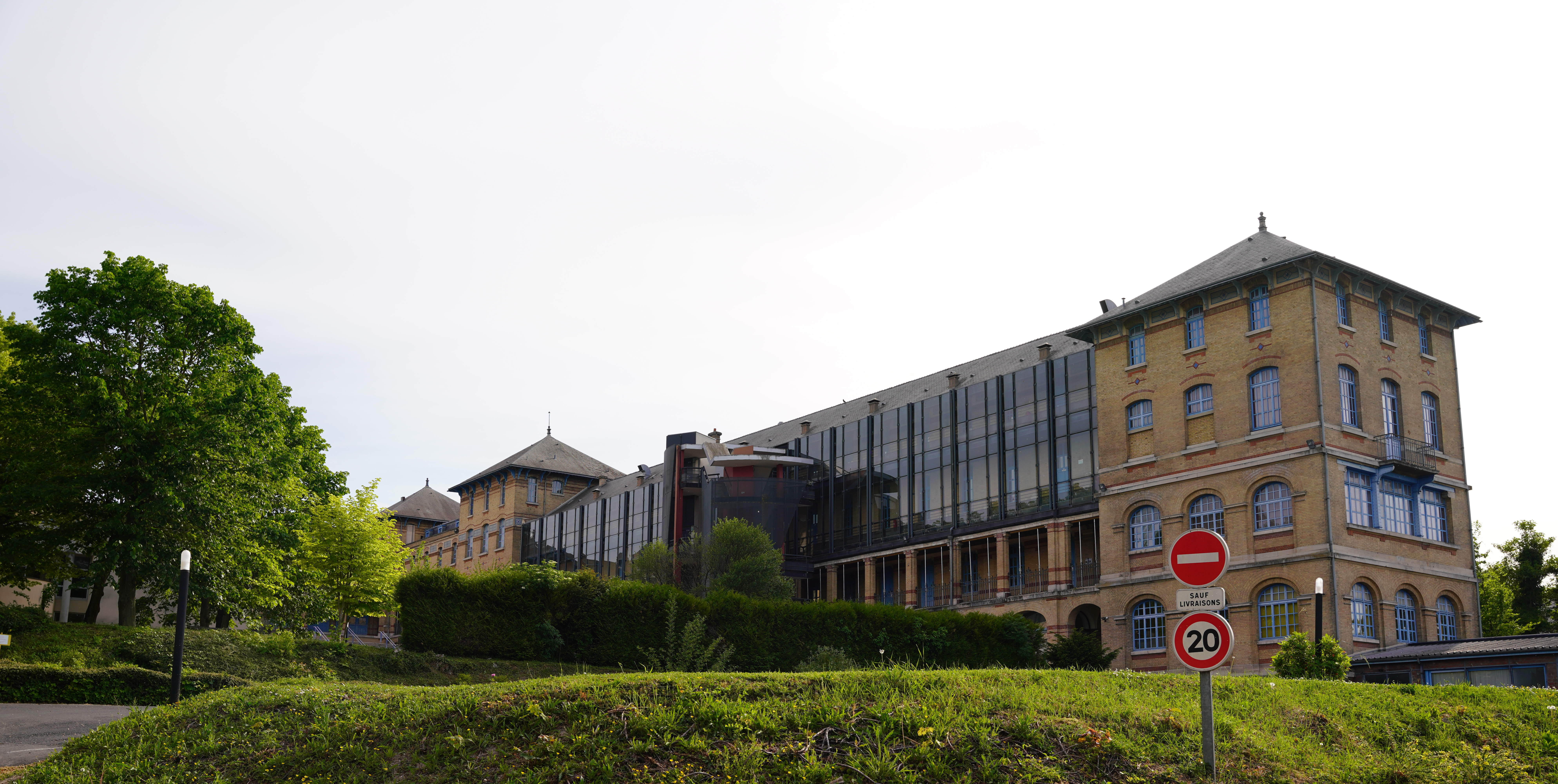
Bâtiments sur le parc.

- formations générales et technologiques
  - formation générales
  - formations technologiques
    - baccalauréat STMG (Mercatique, CFE et CGRH).
    - baccalauréat STI2D (première et terminale).
- formations professionnelles
  - formations tertiaires
    - comptabilité : BTS CG, Licence professionnelle en partenariat avec l'université de Reims
    - commerce/vente - communication : CAP, bac pro commerce, bac pro vente, BTS PIM, BTS MUC
    - secrétariat : bac pro 3 ans.

  - formations industrielles
    - CAP Serrurier-Métallier ; Agent Technique en Milieux Familial et Collectif ; Employé Technique en Milieu Familial et Collectif, Conducteur d'Installations de Production
    - Bac Pro Electrotechnique Énergie Équipements Communicants ; Pilotage de Ligne de Production ; Plasturgie.

  - sections particulières d'enseignements
    - section binationale (Bachibac)
    - sections européennes (anglais et allemand)

  - Seconde générale et technologique
    - LV1 : allemand ; anglais
    - LV2 : allemand ; anglais ; espagnol ; italien
    - Enseignements d'exploration : 
      - Création et activités artistiques : arts visuels
      - Espagnol
      - Informatique et création numérique
      - Italien
      - Littérature et société
      - Méthodes et pratiques scientifiques
      - Principes fondamentaux de l'économie et de la gestion
      - Sciences de l'ingénieur
      - Sciences économiques et sociales
      - Sciences et laboratoire

    - Options facultatives : 
      - Arts : arts plastiques
      - Arts : musique
      - Éducation physique et sportive
      - Espagnol (LV3)
      - Grec ancien
      - Italien (LV3)
      - Latin
      - Option Médias

## Administration
| Année de début | Année de fin | Nom du principal   | Durée    |
| -------------- | ------------ | ------------------ | -------- |
| septembre 2013 | juillet 2016 | Philippe Labiausse | 3 ans    |
| septembre 2016 | juillet 2018 | Michel Couvelaëre  | 2 ans    |
| septembre 2018 | juillet 2020 | Joëlle Buard       | 2 ans    |
| septembre 2020 | -            | Olivier Leloux     | en cours |

## L'Internat

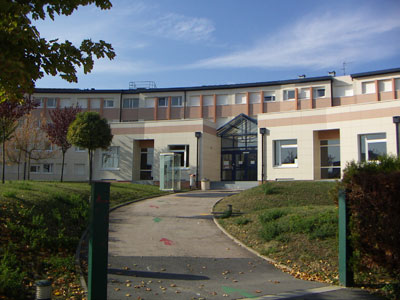
Internat du lycée Godart Roger d'Épernay.

Les lycéens et les étudiants peuvent être hébergés dans un internat (filles et garçons), rénové récemment (chambres de 3 boxes).

## Réhabilitation des salles et laboratoires scientifiques
La région a consacré 26,5 M€ à la réhabilitation des salles et laboratoires scientifiques. Le conseil régional avait décidé de restructurer progressivement l'établissement dans sa globalité. La réhabilitation de l'externat intervient après celle de la demi-pension (1999) et la reconstruction des ateliers (2003). 

## Le gymnase
Le lycée Stéphane Hessel possède trois gymnases. Le premier a été construit récemment et accueille des championnats de badminton, d'escalade en plus de permettre au élèves de pratiquer l'EPS ou leur sport favori via L'UNSS. Le second gymnase permet de pratiquer le tir à l'arc et le tennis de table. Le troisième gymnase se trouve sur le site Avenue de Champagne.

## Classement du lycée
En 2015, le lycée se classe 12e sur 20 au niveau départemental quant à la qualité d'enseignement, et 2179e au niveau national. Le classement s'établit sur trois critères : le taux de réussite au bac, la proportion d'élèves de première qui obtient le baccalauréat en ayant fait les deux dernières années de leur scolarité dans l'établissement, et la valeur ajoutée (calculée à partir de l'origine sociale des élèves, de leur âge et de leurs résultats au diplôme national du brevet).

## Pour approfondir